# Carmen Porcel
Isabel Carmen Porcel Bares (Madrigal de las Altas Torres, 16 de diciembre de 1902 - Santiago de Surco, Lima (Perú), 10 de marzo de 1986), fue una actriz española.

## Biografía
Nacida en Madrigal de las Altas Torres en 1902. Siendo hija de los actores Federico Porcel y Josefa Bares. Actriz de cine, teatro y televisión, descendiente de una familia de actores. Hermana mayor del también actor de cine y teatro, Pedro Porcel, tía de la actriz Marisa Porcel y del actor Jorge Porcel. Su marido fue el actor Luis Vilar, sus hijos los actores José Vilar y Lola Vilar y sus nietos los actores Leonardo Torres Vilar y Natalia Torres Vilar. 
Falleció en la Clínica de Monterrico en Santiago de Surco, (Lima), Perú, el 10 de marzo de 1986, a los 83 años de edad.

## Filmografía
- Crisis mortal (La sombra del girasol) (1970)
- Don Erre que erre (1970)
- Los hombres las prefieren viudas (1970)
- El hombre que mató a Billy el Niño (1967)
- Jugando a morir (1966)
- La busca (1966)
- Acompáñame (1966)
- El tímido (1965)
- El proscrito del río Colorado (1965)
- La chica del gato (1964)
- La pandilla de los once (1963)
- Se necesita chico (1963)
- La revoltosa (1963)
- Tela de araña (1963)
- Sabían demasiado (1962)
- ¿Chico o chica? (1962)
- Aprendiendo a morir (1962)
- Gritos en la noche (1962)
- Teresa de Jesús (1961).
- Fray Escoba (1961)
- Un bruto para Patricia (1960)
- La reina del Tabarín (1960)
- Don Lucio y el hermano Pío (1960)
- Días de feria (1960)
- Su desconsolada esposa (1960)
- Un ángel tuvo la culpa (1960)
- Música de ayer (1959)
- Las chicas de la Cruz Roja (1958)
- Familia provisional (1958)
- El inquilino (1957)
- Ángeles sin cielo (1957)
- Fulano y Mengano (1957)
- El hombre que viajaba despacito (1957)
- La mestiza (1956)
- La chica del barrio (1956)
- Amor sobre ruedas (1954)
- Bella, la salvaje (1953)
- Polizón a bordo (1941)